# Футбол на летних Олимпийских играх 2000 — квалификация
В соревнованиях по футболу на летних Олимпийских играх 2000 года принимали участие 24 сборные (16 мужских и 8 женских). В мужском олимпийском турнире участвовали сборные, составленные из игроков не старше 23 лет. Также в заявку могли войти не более 3 футболистов старше этого возраста. Квалификационные соревнования прошли в 1998—2000 годах.

## Квалифицированные сборные

### Мужчины
| Турнир                               | Места | Команды                            |
| ------------------------------------ | ----- | ---------------------------------- |
| Принимающая сторона                  | 1     | Австралия                          |
| Отборочный турнир Азии               | 3     | Кувейт Япония Республика Корея     |
| Отборочный турнир Африки             | 4     | Камерун Марокко Нигерия ЮАР        |
| Отборочный турнир Америки            | 2     | Гондурас США                       |
| Предолимпийский турнир КОНМЕБОЛ 2000 | 2     | Бразилия Чили                      |
| Отборочный турнир Океании            | 0     | Победитель выбыл в стыковых матчах |
| Молодёжный чемпионат Европы 2000     | 4     | Италия Чехия Испания Словакия      |
| Всего                                | 16    |                                    |

#### Стыковые матчи КАФ-ОФК
| 19 мая 2000                                  | \| Новая Зеландия \| 2 : 3 \| ЮАР \| \| Пол Урлович 13′ · Фабиан МакКарти 31′ (авт.) \| Голы \| Бенни МакКарти 20′ · Квинтон Форчун 26′ · Мэттью Бут 88′ \| | Норт-Харбор, Окленд Зрителей: 13 500 Судья: Архелио Сабильон |
| Новая Зеландия                               | 2 : 3 | ЮАР                                                          |
| Пол Урлович 13′ · Фабиан МакКарти 31′ (авт.) | Голы | Бенни МакКарти 20′ · Квинтон Форчун 26′ · Мэттью Бут 88′     |

| 27 мая 2000        | \| ЮАР \| 1 : 0 \| Новая Зеландия \| \| Даниэль Матсау 87′ \| Голы \| \| | Вослорус, Йоханнесбург Зрителей: 20 000 |
| ЮАР                | 1 : 0                                                                    | Новая Зеландия                          |
| Даниэль Матсау 87′ | Голы                                                                     |                                         |

ЮАР победила по сумме двух матчей со счётом 4:2 и вышла на Олимпийские игры.

### Женщины
Участники женского олимпийского турнира определялись по итогам женского чемпионата мира. Сборная Австралии квалифицировалась на правах страны-организатора. Остальные семь мест определены по результатам чемпионата мира:
- Норвегия
- Китай
- Бразилия
- США
- Нигерия
- Германия
- Швеция